# 순자 (드라마)
《순자》는 2001년 1월 10일부터 2001년 3월 8일까지 방영된 SBS 드라마 스페셜이다.

## 등장 인물
- 이지현 : 김순자 역
- 정찬 : 정윤수 역
- 정애리 : 황승리 역
- 정보석 : 민혁주 역
- 김병기 : 피엘 장(장칠복) 역
- 김민자 : 최혜자 역
- 박형준 : 유재석(박형기) 역
- 윤여정 : 고창 댁 역
- 양택조 : 김춘식 역
- 김형자 : 나불이(박호순) 역
- 사미자 : 장 여사(장홍녀) 역
- 방은희 : 강인옥 역
- 김일우
- 정재곤 : 김현덕 역
- 이준 : 김우철 역
- 김세아 : 나예리 역
- 최성국 : 윤여준 역
- 명로진 : 이기철 역
- 양원경 : 박대호 역
- 곽정희 : 정복순 역
- 이정길 : 이 상무 역
- 하주영 : 차 사장 역
- 김홍석 : 김문오 역
- 박칠용
- 이애정
- 김승민
- 김영철
- 이도련
- 김미희
- 고미영
- 방경림
- 장은비
- 권오영
- 김성훈
- 백승욱
- 김형범
- 원숙희
- 이다연
- 도기석
- 이정섭
- 유승봉
- 김지영
- 남윤정
- 박영지
- 이승형
- 이재구
- 최범호
- 한상진
- 신귀식
- 최용민
- 강남영
- 심양홍 : 영화 감독 역 (특별출연)
- 황인성 (특별출연)

## 참고 사항
- 유재석과 김종석의 출연이 확정적인 듯 했는데 당시 제목은 <누가 순자를 뜨게 하는가>였다.[2] 하지만, 출연료에 대한 의견 차이 때문에 유재석과 김종석이 스스로 제의를 거절하면서 출연은 좌절되었다.
- 동성애를 묘사했다는 이유로 방송위원회로부터 주의 조치를 받았다.[3]

## 결방
- 2001년 1월 24일 - 《웬만해선 그들을 막을 수 없다》가 8시 40분부터 10시까지 설 특집으로 편성된 데다 10시부터 설 특선영화 《해피엔드》편성에 따라[4] 《자꾸만 보고싶네》 등과 동시 결방
- 2001년 1월 25일 - 《한밤의 TV연예》가 8시 40분부터 10시까지 설 특집으로 편성된 데다 10시부터 설 특선대작 《주유소 습격사건》편성에 따라[5] 《자꾸만 보고싶네》 《웬만해선 그들을 막을 수 없다》와 동시 결방